# Zagorski štrukli
Štrukli ili Zagorski štruklji su tradicijsko hrvatsko jelo koje je dio kuhinje u većini kućanstava diljem Hrvatskog zagorja i Zagreba.
Štrukli se mogu pripremati na dva osnovna načina, kuhanjem i pečenjem. 

## Priprema
Priprema tradicijskog jela zagorski domaći štrukli podrazumijeva posebno umijeće gotovo svake domaćice s područja Hrvatskog zagorja koje se nalazi u Krapinsko-zagorskoj i Varaždinskoj županiji, te uz neke razlike i s područja čitave središnje Hrvatske. Zagorski kraj prava je riznica neobičnih poslastica koju su silom prilika i siromaštva domišljate Zagorke pripremale svojim mnogobrojnim obiteljima. Štrukli se mogu pripremati kao slani i slatki, mogu se kuhati i peči, a poslužuju se kao juha, predjelo, desert, glavno jelo i samostalno malo jelo.
Svaki dio ovog područja ima svoju inačicu i svoj način pripreme štrukli. Pripremaju se tako da se, kod svih inačica, vučeno tijesto puni kravljim sirom, uz dodatak kiselog vrhnja i jaja, potom se savija i zatim stavi peči. Na taj su se način štrukli spremali u starim zagorskim domaćinstvima pred više stotina godina, te ovo jelo niti u jednoj sličnoj inačica nije poznato u svijetu. U doba kada dozrije povrće, mlade tikve i buče, radi se i tradicionalna bućnica, kao inačica štrukli, a postoje još i inačice od maka i repe. Ovisno o nadjevu, štrukli se nazivaju sirni štrukli, tikvači, makači i štrukli z repom.
Omjer namirnica za štrukle je sljedeći: izmiješa se pola glatkog i pola oštrog brašna, doda se mlake vode u koju se stavi malo octa, sol, jedno jaje, 2 žlice ulja i dobro se mijesi na dasci. Mijesi se tako dugo dok se tijesto počne odvajati od daske.
Izmiješano se tijesto podijeli u mlinčeke, prekrije čistom krpom i pusti stajati oko 1 sat.
Zatim se tijesto razvlači na stolu, na stolnjaku ili plahti. Započinje se razvlačiti mlinčenjakom, potom se tijesto lagano polije uljem da se ne hvata za ruke i dalje se rukama razvlači. Najčešće se razvlači preko širine stola, a deblji rubovi uz kraj razvučenog tijesta rukom se strgaju. Tijesto se nadijeva uz jedan rub, poškropi otopljenim maslacem, margarinom ili uljem (da se tijesto ne prime nego da se lista), tijestom se nadjev preklopi i potom se stolnjakom tijesto suče, savija do kraja. Postavlja se u namašćeni pekač i prijesno se reže tanjurom na željenu veličinu. Ako se ne reže sirovo, pečeni štrukli režu se nožem.
Namirnice potrebne za sirne su štrukle jesu jedan kravlji sir, jaja, sol, vrhnje, a može se dodati i malo šećera da budu slatki. Sve se pomiješa vilicom ili rukom i nadijeva se tijesto. Pekač se podmaže, štrukli se slože u pekač i zaliju otopljenim maslacem, margarinom, uljem ili vrhnjem.
Za tikvač se rabi jedan kravlji sir, jaja, malo soli izmiješaju se s bučom. Obična domaća buča (okrugla, zelena, a može i neka druga vrsta) prethodno se na ribežu nariba na rezance, posoli i pusti malo stajati. Buča se ocijedi i pomiješa sa sirom i jajima. Daljnji postupak je isti kao kod sirnih štrukli.
Za inačicu od maka, mak se prokuha na mlijeku da se zgusne, zatim se odmakne i dodaju se jaja te malo vrhnja. Tijesto se nadijeva i daljnji je postupak isti kao kod pripreme ostalih štrukli.
Za štrukle s repom potreban je jedan kravlji sir, jaja i sol koji se izmiješaju. Doda se repa, prethodno narezana pomoću ribeža na rezance i kuha u slanoj vodi. Potom se ocijedi i stavi u mlijeko, u kojemu malo odstoji, da mlijeko izvuče miris repe. Pomiješa se sa smjesom i zatim se nadjene tijesto. Daljnji postupak je isti kao kod prethodnih štrukli.
Krapinsko-zagorska županija i Zagorska razvojna agencija prepoznali su bogatstvo nasljeđa i u želji za očuvanjem autohtonih recepata organizirali su manifestaciju Štruklijada, koja svake godine u ovom pitomom kraju okuplja široki spektar ljubitelja ove jednostavne i prepoznatljive zagorske delicije. Štrukli se pripremaju u raznim prigodama, od svakodnevnih do blagdanskih, a do danas su ostali najstarije poznato jelo ovog područja, te u novije vrijeme i identifikacijski simbol.
Zagorska županija i Udruga za zaštitu očuvanje i promociju tradicionalnih zagorskih proizvoda „Tradicija Zagorja“, aktivno surađuju u procesu dobivanja jamstvenog žiga te zaštiti zemljopisnog podrijetla zagorskih štrukli. Također je pokrenut i proces zaštite izvornosti za štrukle, koji proces je u tijeku.

## Vanjske poveznice
- Babičini kolači 2007.
- Babičini kolači 2008.